# All My Heroes Are Cornballs
All My Heroes Are Cornballs è il terzo album del rapper statunitense JPEGMafia, pubblicato nel 2019. Autoprodotto, è accolto positivamente dalla critica e riesce a entrare nella Billboard 200 fino alla posizione 105. Su Metacritic ottiene un punteggio pari a 85/100.
| Recensione | Giudizio |
| ---------- | -------- |
| AllMusic   |          |
| PopMatters |          |
| HipHopDX   |          |
| Q          |          |
| NME        |          |
| Pitchfork  |          |
| Exclaim!   |          |

## Tracce
1. Jesus Forgive Me, I Am a Thot – 2:36
2. Kenan vs. Kel – 3:01
3. Beta Male Strategies – 3:18
4. JPEGMafia Type Beat – 0:54
5. Grimy Waifu – 2:55
6. PTSD – 2:28
7. Rap Grow Old & Die x No Child Left Behind – 2:47
8. All My Heroes Are Cornballs – 3:23
9. BBW – 1:36
10. Prone! – 2:42
11. Lifes Hard, Here's a Song about Sorrel – 1:01
12. Thot Tactics – 2:50
13. Free the Frail (featuring Helena Deland) – 3:30
14. Post Verified Lifestyle – 3:35
15. BasicBitchTearGas – 1:15
16. DOTS Freestyle Remix (featuring Buzzy Lee & Abdu Ali) – 2:07
17. Buttermilk Jesus Type Beat – 1:09
18. Papi I Missed U – 4:02